# Cicadulina mbila
Cicadulina mbila är en insektsart som beskrevs av Naudé 1924. Cicadulina mbila ingår i släktet Cicadulina och familjen dvärgstritar. Inga underarter finns listade i Catalogue of Life.